# Spheractis cheungae
Spheractis cheungae är en havsanemonart som beskrevs av J.L. England 1992. Spheractis cheungae ingår i släktet Spheractis och familjen Actiniidae. Inga underarter finns listade i Catalogue of Life.